# Dorobanți
Dorobanți é uma comuna romena localizada no distrito de Arad, na região histórica da Transilvânia. A comuna possui uma área de 27.80 km² e sua população era de 1688 habitantes segundo o censo de 2007.